# Нелюбовка (Калужская область)
Нелюбовка — деревня в Козельском районе Калужской области. Входит в состав Сельского поселения «Деревня Подборки».
Расположено примерно в 3 км к северо-западу от села Подборки.

## Население
На 2010 год население составляло 18 человек.